# Campyloneurum vexatum
Campyloneurum vexatum är en stensöteväxtart som först beskrevs av D. C. Eat., och fick sitt nu gällande namn av Ren-Chang Ching. Campyloneurum vexatum ingår i släktet Campyloneurum och familjen Polypodiaceae. Inga underarter finns listade.